# 2038
2038 (MMXXXVIII) será un año normal comenzado en viernes en el calendario gregoriano. Será también el número 2038 anno Dómini o de la designación de era cristiana, será el trigésimo octavo año del Siglo XXI y del III milenio. Será el octavo año de la cuarta década del Siglo XXI y el noveno y penúltimo del decenio de los Años 2030. Será designado como:
- El Año del Caballo, según el horóscopo chino.

## Acontecimientos

### Enero
- 19 de enero: Problema del año 2038 —con similar efecto que el problema del año 2000—, que afecta a los sistemas o programas escritos en C++, C y similares, por ejemplo los sistemas operativos que utilicen la representación del tiempo con el sistema POSIX en arquitectura de 32 bits. Este problema no afecta a los sistemas operativos de 64 bits. Los sistemas de 32 bits pueden seguir funcionando, aunque si puede mostrar la hora al pasar las 03:14:07.:)

### Agosto
- 6 de agosto: Se cumplen 500 años de la fundación de Bogotá, capital de Colombia.

## Ficción
- En la ficción de la serie animada Futurama se deja de usar la gasolina para reemplazarla con aceite de ballena como combustible.

- En la ficción del videojuego creado y escrito por David Cage, Detroit: Become Human, se muestra como podría llegar a ser el futuro de la civilización con androides humanizados.

- Datos: Q12118
- Multimedia: 2038 / Q12118